# محمد رافع
محمد رافع (9 مارس 1982 - 2 نوفمبر 2012)، ممثل فلسطيني ولد ونشأ في سوريا، وعمل كممثل فيها.

## حياته
ولد في دمشق، ينتمي لأسرة فنية، فوالده الممثل المعروف أحمد رافع، وشقيقه الممثل نور رافع. عشق الفن ومارس التمثيل لأول مرّة عندما كان طفلاً صغيراً، فشارك في سن العاشرة في إحدى السهرات التلفزيونية، التي أخرجها هيثم حقي أوائل التسعينات من القرن الماضي، وكانت بعنوان «صور عائلية»، وبعد حصوله على الثانوية العامة شارك بمجموعة كبيرة من المسلسلات السورية، إلى جانب عمله في دوبلاج المسلسلات الأجنبية، وخاصة التركية.
شارك محمد رافع في حوالي 50 مسلسلاً، لعل أشهرها «باب الحارة»، الذي شارك في أجزائه الثلاثة الأولى، بشخصية «إبراهيم»، ومن أعماله الدرامية أيضا: «رمح النار» و«حي المزار» عام 1999 و«فرصة العمر» و«البواسل» عام 2000 و«مقامات بديع الزمان الهمذاني» عام 2001 و«هولاكو» عام 2002 و«عائد إلى حيفا» عام 2003 و«أبو زيد الهلالي» عام 2004 و«نزار قباني» و«عياش» 2005 و«انتقام الوردة» و«الانتظار» عام 2006 و«الاجتياح» و«أسير الانتقام» عام 2007 و«ناصر» و«مواسم الخطر» و«قمر بني هاشم» عام 2008 و«قلبي معكم» و«قاع المدينة» و«رجال الحسم» عام 2009 و«رايات الحق» و«بقعة ضوء» و«أنا القدس» و«أبواب الغيم» عام 2010 و«رجال العز» عام 2011 و«طاحون الشر» و«الأميمي» 2012.
من أفلامه السينمائية «موكب الإباء» عام 2005 و«الليل الطويل» و«الخوافي والقوادم في نصرة الإسلام» عام 2009.
قبل مقتله بثلاث سنوات، كان محمد رافع من ضمن فئة محدودة من الممثلين، الذين تمكنوا من زيارة قطاع غزة. وسئل إثر العودة: ماذا جلبت معك من غزة؟ فقال: «لم أجلب شيئاً، لأن حُبيبات التراب التي جلبتها معي من أرض فلسطين لأنثرها على المحبين السوريين، أكلتها في طريق العودة عندما جعت».
وردا على سؤال آخر عن شعوره حين وطأت قدماه أرضاً مقدسة، تحولت إلى قضية دولية وتاريخية، قال: «لا شعور سوى أنني بات بإمكاني اليوم أن أموت دون أحزن على شيء.. يهمني أنني زرت بلدي وأرضي.. نمت في فلسطين.. تمشيت في شوارع غزة.. أكلت هناك، شربت.. لا شيء يحزنني بعد اليوم أنا جاهز للموت في أية ساعة».

## مقتله
أفاد المرصد السوري لحقوق الإنسان أن مسلحي المعارضة قاموا باختطافه من منزله في دمشق ثم قتله بتهمة إعطاء معلومات عن المتظاهرين والناشطين، حيث تبنت «كتيبة أحفاد الصديق» عملية خطفه واغتياله التي تمت يوم الجمعة في الثاني من تشرين الثاني، وفقدت عائلته الاتصال به بعد ساعات من خروجه من منزلهم الكائن في منطقة برزة بدمشق.

## أعماله

### المسلسلات
- باب الحارة الجزء الأول والثاني والثالث بدور إبراهيم.
- مرايا (2011).
- رجال العز
- طاحون الشر
- الاجتياح
- الاميمي
- وراء الجدران ( كان صغيرا .. مثل هو وابوه بهذا المسلسل )

## روابط خارجية
- محمد رافع على موقع قاعدة بيانات الأفلام العربية